# Auremir
Auremir, pseudonimo di Auremir Evangelista dos Santos (Recife, 10 settembre 1991), è un calciatore brasiliano, centrocampista del Náutico.

## Caratteristiche tecniche
È un centrocampista centrale.

## Carriera
Cresciuto nelle giovanili del Náutico, ha esordito in prima squadra il 16 ottobre 2010 in un match perso 3-0 contro il Bahia.

## Statistiche

### Presenze e reti nei club
Statistiche aggiornate al 30 gennaio 2017.
| Stagione        | Squadra         | Campionato      | Campionato | Campionato | Coppe nazionali | Coppe nazionali | Coppe nazionali | Coppe continentali | Coppe continentali | Coppe continentali | Altre coppe | Altre coppe | Altre coppe | Totale | Totale | Totale |
| Stagione        | Squadra         | Comp            | Pres       | Reti       | Comp            | Pres            | Reti            | Comp               | Pres               | Reti               | Comp        | Pres        | Reti        | Pres   | Reti   |        |
| --------------- | --------------- | --------------- | ---------- | ---------- | --------------- | --------------- | --------------- | ------------------ | ------------------ | ------------------ | ----------- | ----------- | ----------- | ------ | ------ | ------ |
| 2010            | Náutico         | A1/PE+B         | 0+4        | 0          | CB              | 0               | 0               |                    | -                  | -                  |             | -           | -           | 4      | 0      |        |
| 2011            | Náutico         | A1/PE+B         | 0+5        | 0          | CB              | 0               | 0               |                    | -                  | -                  |             | -           | -           | 5      | 0      |        |
| 2011            | Botafogo-PB     | PD/PB           | 0          | 0          | CB              | 1               | 0               |                    | -                  | -                  |             | -           | -           | 1      | 0      |        |
| 2012            | Náutico         | A1/PE+A         | 14+6       | 0          | CB              | 2               | 0               |                    | -                  | -                  |             | -           | -           | 22     | 0      |        |
| 2012            | Vasco da Gama   | A/RJ+A          | 0+15       | 0          | CB              | 0               | 0               |                    | -                  | -                  |             | -           | -           | 15     | 0      |        |
| 2013            | Náutico         | A1/PE+A         | 13+23      | 0+1        | CB              | 2               | 0               | CS                 | 1                  | 0                  |             | -           | -           | 39     | 1      |        |
| Totale Náutico  | Totale Náutico  | Totale Náutico  | 65         | 1          |                 | 4               | 0               |                    | 1                  | 0                  |             | -           | -           | 70     | 1      |        |
| 2014            | Paraná          | A1/PR+B         | 0+5        | 0          | CB              | 0               | 0               |                    | -                  | -                  |             | -           | -           | 5      | 0      |        |
| 2015            | Fortaleza       | PD/CE+C         | 13+19      | 0+1        | CB              | 3               | 0               |                    | -                  | -                  | CDN         | 7           | 0           | 42     | 1      |        |
| 2016            | Sampaio Corrêa  | PD/MA+B         | 0+1        | 0          | CB              | 0               | 0               |                    | -                  | -                  | CDN         | 2           | 0           | 3      | 0      |        |
| 2016            | Guarani         | A2/SP+C         | 0+20       | 0+1        | CB              | 0               | 0               |                    | -                  | -                  |             | -           | -           | 20     | 1      |        |
| 2017            | Guarani         | A2/SP+B         | 18+16      | 1+0        | CB              | 0               | 0               |                    | -                  | -                  |             | -           | -           | 34     | 1      |        |
| Totale Guarani  | Totale Guarani  | Totale Guarani  | 54         | 2          |                 | 0               | 0               |                    | -                  | -                  |             | -           | -           | 54     | 2      |        |
| 2017-2018       | Sivasspor       | SL              | 18         | 0          | CT              | 1               | 0               |                    | -                  | -                  |             | -           | -           | 19     | 0      |        |
| Totale carriera | Totale carriera | Totale carriera | 190        | 4          |                 | 9               | 0               |                    | 1                  | 0                  |             | 9           | 0           | 209    | 4      |        |

## Palmarès
- Campionato Cearense: 1

Fortaleza: 2015